# Comissão de Acolhimento, Verdade e Reconciliação
Comissão de Acolhimento, Verdade e Reconciliação (em tétum:  Komisaun Simu Malu, Lia Los no Rekonsiliasaun, abreviada como CAVR) é a comissão da verdade independente estabelecida em Timor-Leste no início de 2001. Foi organizada e supervisionada pela Administração Transitória das Nações Unidas em Timor-Leste (UNTAET), a fim de "investigar as violações dos direitos humanos cometidas no país asiático entre abril de 1974 e outubro de 1999 e facilitar a reconciliação da comunidade com a justiça para aqueles que cometeram crimes menos graves". A comissão foi aceita pelo governo após aprovação do Conselho Nacional da Resistência Maubere em 2000.
A comissão tinha um mandato triplo, o qual objetivava a receção (o retorno dos timorenses deslocados em Timor Ocidental), sua reintegração nas comunidades e a inclusão social, descrevendo, portanto, que as "pessoas que se assimilam como timorenses, devem voltar à nossa nação, vivendo sob o mesmo teto, depois de muitos anos de segregação e da violência"; a busca da verdade, fazendo uma contabilidade completa das violações dos direitos humanos entre 1974 e 1999 (o fim do período da ocupação indonésia), enumeração advinda da coleção de 7 669 declarações e documentos e a reconciliação, realizada por meio de um "programa novo e nunca antes testado", chamado Processo de Reconciliação Comunitária, destinado a reintegrar os infratores dos crimes menos graves na sociedade.
Dentre os comissários envolvidos na Comissão de Acolhimento, Verdade e Reconciliação, estavam Aniceto Guterres Lopes, Maria Olandina Isabel Caeiro Alves, Isabel Amaral Guterres, José Estevão Soares e Agustino de Vasconcelos. A comissão, dessa forma, apresentou o seu relatório de 2 500 páginas intitulado Chega na língua portuguesa, cobrindo as avaliações das violações dos direitos humanos de 1974 a 1999, ao então presidente de Timor-Leste, Xanana Gusmão, a 31 de outubro de 2005.
Chega constatou que Timor-Leste havia sofrido violações graves dos direitos humanos, incluindo violações do direito à autodeterminação dos povos, assassinatos, desaparecimentos, deslocamentos forçados, fome, detenção, tortura, violações das leis de guerra, julgamentos políticos, violência sexual, violações dos direitos da criança e violações dos direitos económicos e sociais. Ele também concluiu que a maioria das mortes havia sido o resultado das ações do exército indonésio, e que a violência, em 1999, foi o resultado de uma "campanha sistemática orquestrada nos mais altos níveis do governo autoritário da Indonésia".